# Marie Moke-Pleyel

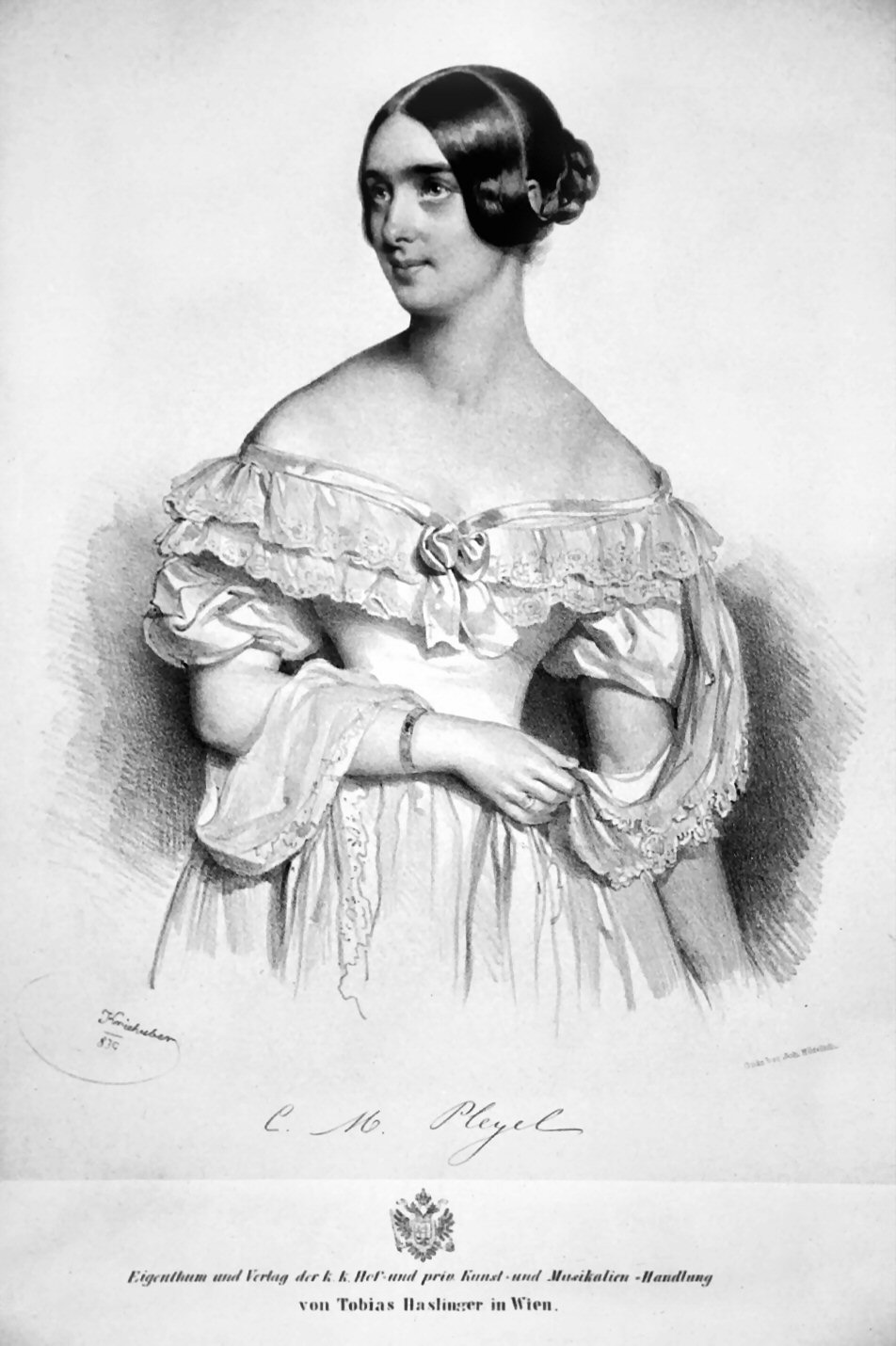
Marie Moke-Pleyel, Lithographie von Josef Kriehuber, 1839

Marie (Camille, Camilla) Félicité Denise Pleyel, geb. Marie Moke (* 14. September 1811 in Paris; † 30. März 1875 in Saint-Josse-ten-Noode bei Brüssel) war eine französisch-belgische Pianistin, Komponistin sowie Klavierpädagogin.

## Leben
Der Vater von Marie Pleyel, Jean-Jacques Moke (1777–1857), stammte aus Belgien und war als Professor für Linguistik in Paris tätig. Ihre Mutter, Marie Madeleine, geb. Segnitz (* 1778), kam aus Hamburg. Bereits mit vier Jahren erhielt Marie Klavierunterricht bei Jaques Herz (1794–1880), dem Bruder von Henri Herz, später bei Ignaz Moscheles und Friedrich Kalkbrenner. Ihr erstes Konzert gab sie am 7. April 1825 in Paris.
1830 unterrichtete Pleyel (damals noch als Camille Moke) an dem Pariser Mädchenpensionat Institut orthopédique Klavier. Hier lernte sie Hector Berlioz kennen, der dort als Gitarrenlehrer tätig war. Schon 1830 war Pleyel „eine der gesuchtesten Lehrerinnen der Aristokratie und der großen Pariser Pensionate.“ Die Liebesbeziehung zu Berlioz endete ein Jahr später, während Berlioz als Stipendiat in Rom weilte.
1831 heiratete sie Camille Pleyel, den Sohn des Komponisten und Klavierfabrikanten Ignaz Josef Pleyel. Camille Pleyel war 22 Jahre älter als Marie, ebenso Pianist und ein wohlhabender Klavierfabrikant. Der Ehe entstammen zwei Kinder, Henri (1832–1853) und Louise (1833–1856), die beide früh starben. Bereits 1835 reichte Camille Pleyel wegen Untreue die Scheidung ein. Während ihrer Ehe setzte sie ihre Unterrichtstätigkeit fort und trat in den Pariser Salons auf.
Marie Pleyel war 1833 beim Aufenthalt von Frédéric Chopin in Paris dessen Gastgeberin. Der Komponist widmete ihr seine Drei Nocturnes op. 9. Auch Friedrich Burgmüller, Theodor Döhler, Friedrich Kalkbrenner, Franz Liszt und Anton Rubinstein widmeten ihr Werke.

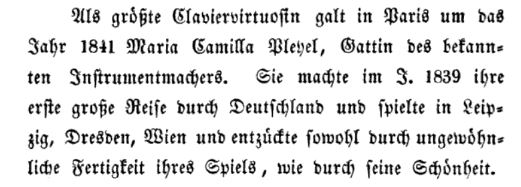
Marie Pleyel in Gustav Friedrich Klemms Werk Die Frauen... (1859)

In den Jahren 1838 bis 1874 konzertierte sie in vielen europäischen Städten wie St. Petersburg, Leipzig, Dresden, Wien, Brüssel,  Paris, Bonn und London. Auf ihren Konzertreisen feierte sie Triumphe und galt als bedeutendste Pianistin ihrer Zeit. In den zeitgenössischen Konzertrezensionen wurde die technische Vollkommenheit, Klarheit und Poesie ihres Klavierspiels sowie ihre einnehmende Persönlichkeit gerühmt. 1848 wurde Marie Pleyel von François-Joseph Fétis an das Conservatoire Royal in Brüssel als Professorin für Klavier berufen, ein Amt, das sie bis 1872 innehatte. Hier baute sie eine Klavierklasse auf, die in ganz Europa bekannt wurde und deren Schülerinnen zahlreiche Preise gewannen.
Marie Pleyel komponierte mehrere Werke für Klavier, darunter ein Rondo parisien pour piano op. 1, ein Andante sowie eine Fantasie nach Motiven Webers Preciosa op. 78. Im Druck erschienen ist nur ersteres Werk sowie das Lied für Singstimme und Klavier „Chanson du matin“.

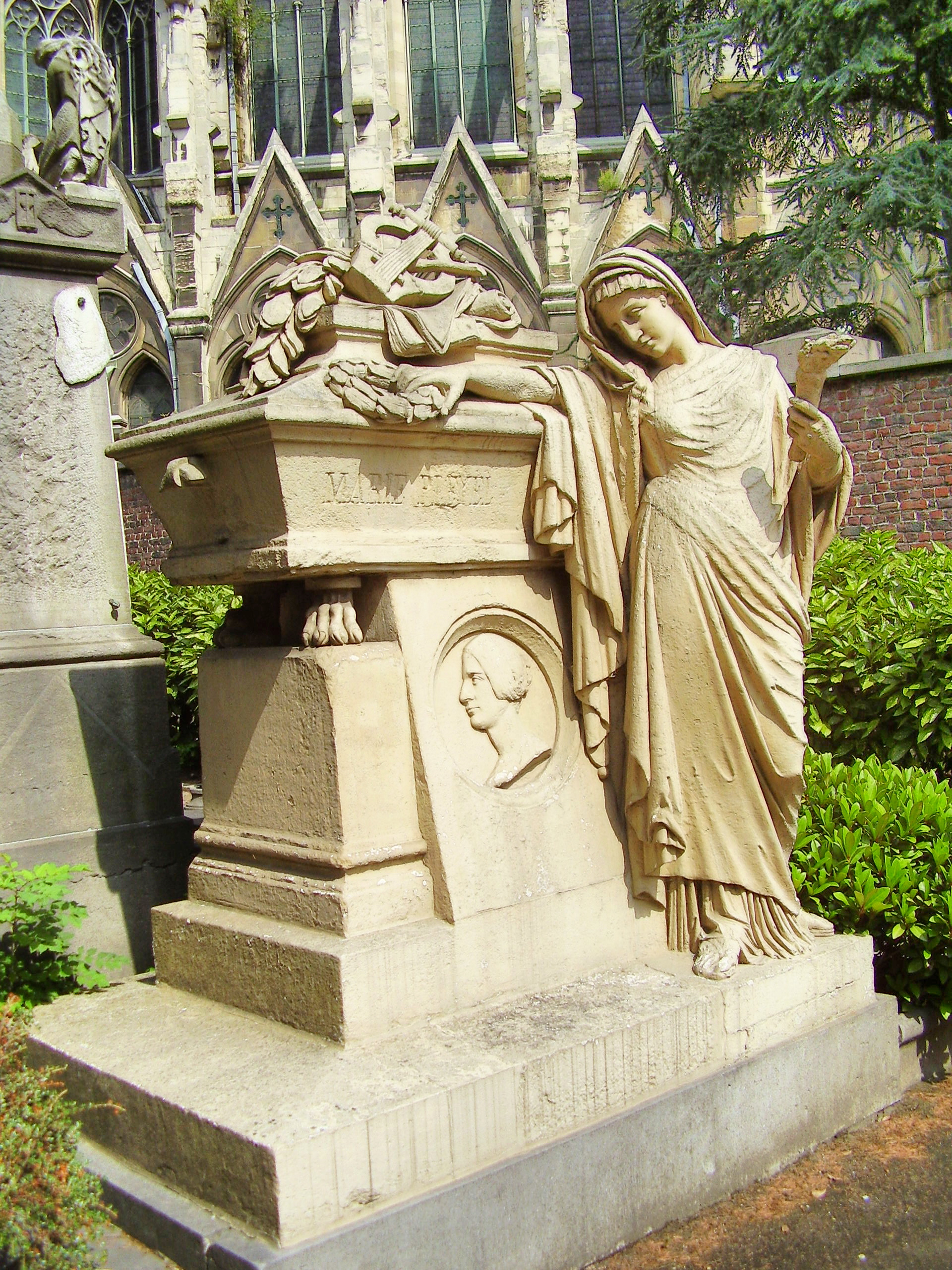
Grabmal auf dem Friedhof von Laeken

Sie hatte unzählige Bewunderer und viele Freunde, darunter Daniel-François-Esprit Auber, Felix Mendelssohn Bartholdy, Frédéric Chopin, Robert Schumann, Ferdinand Hiller, Gérard Labrunie, Alfred de Musset, Alexandre Dumas, Jules Janin, Eugène Delacroix, Adolphe Yvon etc.
Die viel zitierte Einschätzung, Pleyel hätte mehr Poesie als zehn Thalbergs, stammt aus einer Rezension Schumanns: „Das Concert von Weber [Konzertstück op. 79] zog einen freudigen Aufstand nach sich; es flogen Blumen und Kränze auf die Dichterin. Das Publicum schwärmte. ‚Es ist mehr Poesie in dieser Frau, als in zehn Thalbergs‘ sagte Jemand.“
Am 30. März 1875 starb Marie Pleyel in Brüssel und wurde auf dem Friedhof Cimetière de Laeken in der damals noch selbstständigen Gemeinde Laeken, heute ein Stadtteil im Norden der belgischen Hauptstadt, beerdigt.